# 2010 a vasúti közlekedésben
Ez a szócikk a 2010-ben történt vasúti eseményeket mutatja be.

## Események a világban

### Január
- január 4.  Finnország – Helsinkiben a központi pályaudvaron egy üres személyvonat négy kocsija túlszaladt az ütközőn. A kocsik egy mellékvágányra történő áttolatás alatt szabadultak el, s Limnunlaulutól (a központi pályaudvar és a Pasila vasútállomás között félúton) elkezdtek lefelé gurulni, célállomásuk egy üres peron lett, az ütközőt pedig 30 km/h-s sebességgel szakították át. A szomszédos peronon álló elővárosi vonat utasait a becsapódás előtt felszólították, hogy hagyják el a szerelvényt, s fussanak el a környékről. Ezt az utasítást az állomás hangosbemondó-rendszerén keresztül is tudatták. A vonaton lévő kalauz enyhe sérüléseket szerzett, másnak nem esett baja.[1][2][3]

### Február
- Február 6.  Kína Kínában sikeresen átadták a közlekedésnek a Csengcsou–Hszian nagysebességű vasútvonalat.[4][5][6]
- Február 15.  Belgium - Súlyos vasúti baleset történt Belgiumban[7][8]

### Március
- március 8. - Tízezer embert elküld a román vasút[9]

### Április
- április 9. -  Leszállították Kína első saját fejlesztésű, 500 km/h-s sebesség elérésére képes mágnesvonatát.[10]
- április 16. - az Az Eyjafjallajökull vulkán 2010-es kitörése miatt lezárták az európai légtereket, emiatt kontinens szerte hosszabb vonatokat és mentesítő vonatokat indítottak.[11][12]

### Június
- június 16. - Súlyos vasúti baleset történt Ausztriában az Arlbergbahnon. Egy tehervonat siklott ki Braz közelében.[13]
- június 16. - Súlyos vasúti baleset történt Németországban Peine mellett[14]

### Határozatlan dátumú események
- Japán - Várhatóan átadják a Tóhoku Sinkanszen következő szakaszát.

## Események Magyarországon

### Január
- január 12. - traktorral ütközött egy Bzmot motorkocsi Bősárkány és Jánossomorja között a Hegyeshalom–Szombathely-vasútvonalon.[15]
- január 12. - Hajnali négy órától reggel nyolc óráig szolidaritási sztrájkot tartott a Vasúti Dolgozók Szabad Szakszervezete[16]

### Február
- Február 1. - Drágult a vasúti közlekedés és  bevezették az ingyen utazóknak a regisztrációs jegyet[17]
- Február 11. - Megérkezett a MÁV-hoz a 60. Stadler FLIRT  motorvonat.[18]
- Február 17. - Halálos gázolás Petőfiszállás határában[19]
- Február 17. - Halálos gázolás Tatabánya és Tata között[20]
- február 19. - A kormány elfogadta a Szajol-Püspökladány vasútvonal felújítását előirányzó uniós nagyprojektet[21]

### Március
- március 1. - A MÁV Zrt.és a GYSEV Zrt. bevezette a nullás jegyeket az ingyenes utazásra jogosult 6 év alatti gyermekeknek és a 65 év feletti nyugdíjasoknak[22]
- március 3. - Elgázolt egy férfit a vonat Sopron és Kapuvár között[23]
- március 8. - Ideiglenesen lezárták a vasutat Csajág és Balatonkenese között a löszfal instabillá válása miatt.[24]

### Április
- április 7. - megindult a vasúti közlekedés a Balaton északi partján Csajág és Balatonkenese között.[25]
- április 15. - Töltéscsúszás miatt nem közlekedik a Lillafüredi Állami Erdei Vasút.[26]

### Július
- Július 4. - Újraindult négy vasútvonalon a személyszállítás[27][28][29][30]
- július 9. - Megrendezték a hatvanadik vasutasnapot a Füstiben[31]

### Október
- október 20. – a Budapest–Kelebia-vasútvonalon, Délegyháza–Kiskunlacháza állomások között az AS 322 jelű útátjáróban tehervonat ütközött kavicsszállító tehergépjárművel. A tehervonat V43 1054 pályaszámú mozdonya kisiklott és a vasúti töltés rézsűjére borult.[32]

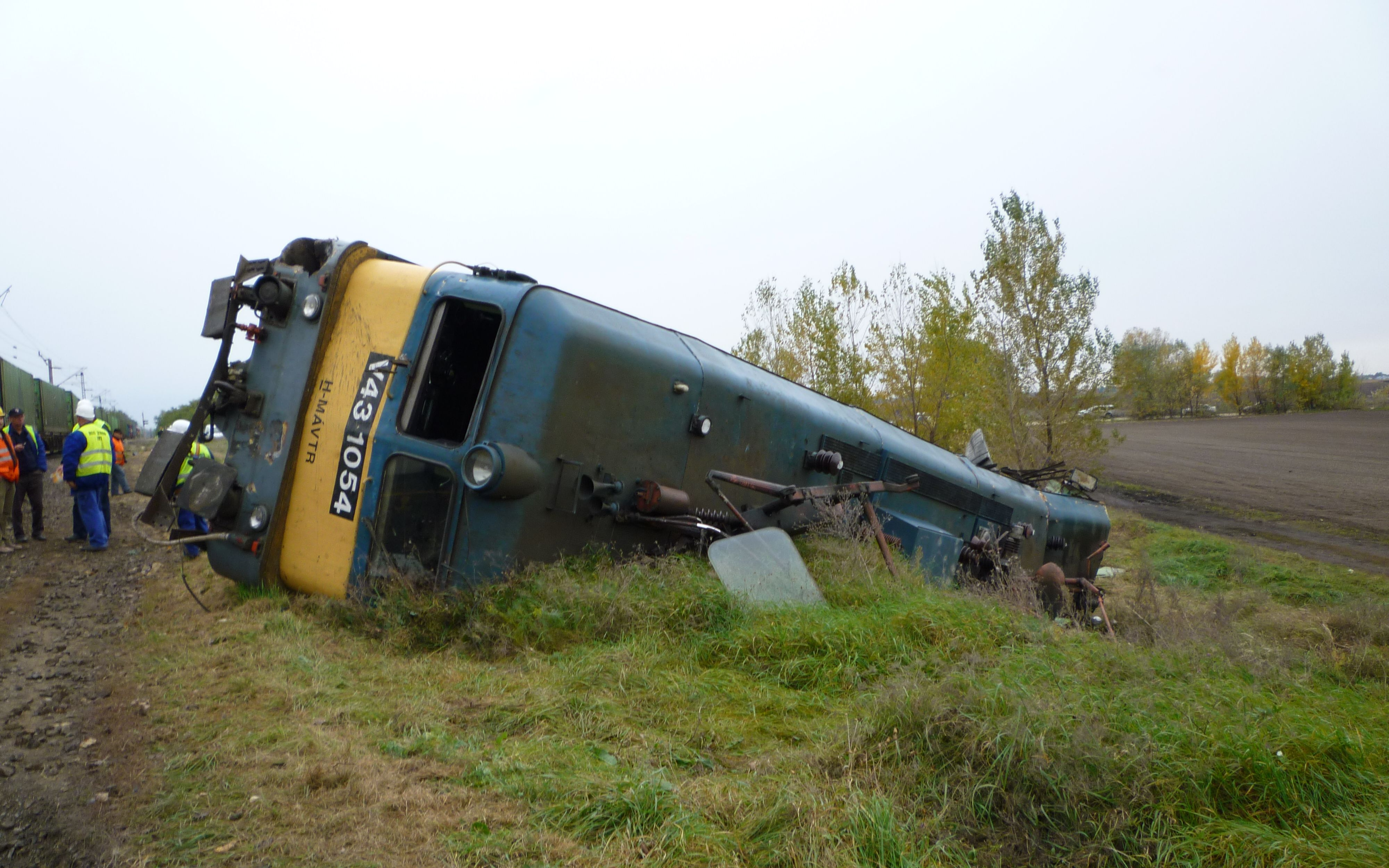
A kiskunlacházi vasúti baleset következménye

- október 23. – Megérkezett az első MÁV 480 sorozat Magyarországra

### December
Menetrendváltással újabb 6 vonalon indult újra a vasúti személyszállítás:
- 4. sz. vasútvonal Esztergom-Kertváros–Almásfüzitő között
- 45. sz. vasútvonal Börgönd–Sárbogárd között
- 47. sz. vasútvonal Godisa–Komló között
- 98. sz. vasútvonal Abaújszántó–Hidasnémeti között
- 113. sz. vasútvonal Fehérgyarmat–Zajta között
- 114. sz. vasútvonal Kocsord alsó–Csenger között